# Samia Gamal
Samia Gamal, née Zainab Ibrahim Mahfuz, le 5 mars 1924 dans le petit village de Wana dans l'actuel gouvernorat de Beni Souef et morte le 1er décembre 1994 au Caire, est une danseuse orientale et actrice égyptienne. 

## Biographie

### Enfance
Samia Gamal naît dans un village connu pour ses traditions très conservatrice et la rudesse de vie de ses habitants. Peu après sa naissance, sa famille part pour Le Caire et s’installe près du bazar Khân al-Khalili. Fille d'une mère décédée lorsqu'elle a 7 ans et d'un père main-d'œuvre dans les champs, l'enfant est élevée dans la misère et est maltraitée par sa belle-mère jusqu'à ses 15 ans, où son calvaire s'arrête, puisqu'elle part vivre avec sa demi-sœur, à la mort de son père. Elle travaille pour survivre et est engagée chez une couturière. Elle y découvre la musique et le cinéma et va voir son premier film, un film de Badia Masabni. C'est là que naît son désir de devenir danseuse. En fréquentant le café Jamal, elle rencontre Badia Masabni, la fondatrice syro-libanaise de la danse orientale moderne. Celle-ci l'accepte au sein de sa compagnie de danse et lui donne son nom de scène : Samia Gamal.

### Carrière
Elle travaille sous la direction de Badia Masabni alors que Tahia Carioca tient le premier rôle dans la troupe : elle évolue en tant que figurante parmi les danseuses chargées, sur scène, de mettre en valeur la danseuse vedette. L'occasion de danser en solo est présentée rapidement à Samia, mais, tétanisée par la peur, elle est incapable de bouger sur scène, se faisant huer par les spectateurs. Après cet échec, elle décide de prendre des cours de ballet auprès d'Isaac Dickson qu'elle paye avec son maigre salaire. Acharnée, Samia s'entraîne tout le temps seule devant son miroir, et parvient à obtenir une fluidité de mouvement qu'elle cherchait. Elle remonte donc sur scène, seule, au Casino Masabni, où sa représentation est un succès. Sa carrière de danseuse orientale professionnelle est lancée.
Par la suite, elle introduit, dans son style, des éléments du ballet classique et la danse latino-américaine. Elle rend plus expressive la danse orientale notamment grâce à un mode d'improvisation plus libre. Elle se met à utiliser le voile pour danser, son professeur de danse classique l'ayant encouragé à l’employer pour améliorer le maintien de ses bras. Samia Gamal est aussi la première danseuse orientale à danser sur scène avec des chaussures à talons hauts. Elle ne cesse de s'entraîner et se perfectionner en introduisant toujours de nouveaux éléments à sa danse. Grâce à cela sa popularité ne cesse d'augmenter, et Samia Gamal est, à 20 ans, l'une des danseuses les mieux payées et les plus demandées du pays. Dansant dans de nombreux cabarets et théâtres, elle devient une des danseuses égyptienne les plus connues dans l'histoire du raqs sharqi et de l'Âge d'Or du cinéma égyptien des années 1940 à 1960.
Elle joue dans de nombreux films, d'abord comme simple figurante, dans la première partie des années 1940. Remarquée par sa présence cinématographique, elle se voit confier ensuite des rôles plus importants. Elle obtient ainsi en 1946 le rôle principal dans Ahmar shafayef (Rouge à lèvres) de Wali Eddine Sameh (ar). Elle y interprète le rôle d'une domestique qui éveille le désir du maître de maison, mais l'homme, séduit par sa délicatesse, ses yeux malicieux, son sourire, est par contre désarçonné par son innocence. Jusqu'à la fin du film, le spectateur se demande si elle va lui céder ou pas.
Samia Gamal rencontre Farid El Atrache sur des tournages de films et ils forment plusieurs duos à succès. Ils tombent amoureux et entretiennent une relation pendant plusieurs années.

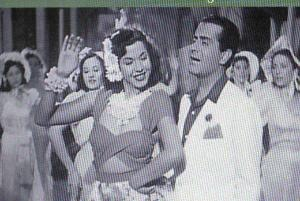
Samia Gamal et Farid Al-Attrach dans le film égyptien Afrita hanem (Madame la diablesse) (1949)

Farid El Atrache et Samia Gamal jouent ensemble en 1949 dans Ahebbak inta (C'est toi que j'aime) d'Ahmed Badrakhan. Dans le film Madame la diablesse (Afrita anem) d'Henry Barakat, Samia joue un double rôle, celui de Semsema, la danseuse, et celui de la femme djinn Kahramana, sortant d'une lampe, comme un génie, pour charmer Farid El Atrache. De fait, il lui est souvent demandé d'utiliser ses talents de danseuse dans ses rôles au cinéma.
Farid El Atrache et Samia Gamal deviennent un tandem bien connu des films égyptiens, en particulier dans les comédies musicales. Mais leur liaison ne dure pas,. Après leur séparation, elle joue dans des films internationaux tel que La Vallée des Rois en 1954, aux côtés de Robert Taylor. Elle se fait connaître des spectateurs français notamment par son interprétation du rôle de Morgiane dans Ali Baba et les Quarante voleurs, le film de Jacques Becker, sorti cette même année 1954, où ses déhanchements rendent fou d'amour Ali Baba, interprété par Fernandel.

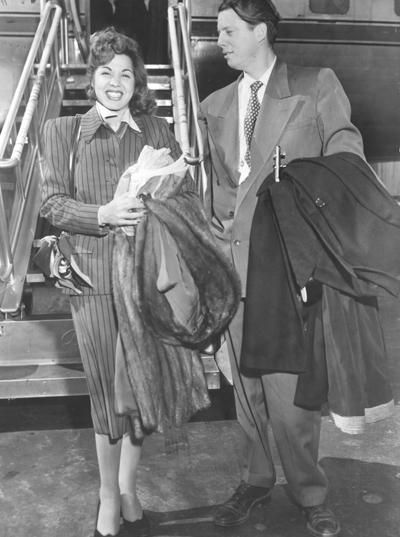
Samia Gamal et Sheppard King (1954)

À la suite d'un séjour à Paris, Samia Gamal épouse en 1952 Sheppard King, un riche homme d'affaires texan ayant fait fortune dans le pétrole. Grâce à son mari, qui devient ensuite son manageur, Samia se produit dans de grandes salles et théâtres américains. C'est à la suite de cela qu'elle joue dans La Vallée des Rois, en 1954. Son mari se convertit à l’islam, ce qui renforce la popularité de la danseuse égyptienne. Mais leur mariage se termine au bout d'un an et demi, l'actrice reprochant à son mari de l'exploiter et de lui voler ses revenus. 
De retour en Egypte, elle entretient une nouvelle relation, brève, avec un riche député du nom d'Ahmad Abdel Fatouh. 
Les médias font courir le bruit qu'elle aurait également fréquenté le roi Farouk.
Elle a par la suite une relation médiatisée avec le jeune compositeur Baligh Hamdi. Le couple est sur le point de se marier lorsque Samia apprend que le jeune homme a en réalité une relation avec une autre femme ; elle décide de mettre fin à la leur. 
En 1958, elle se marie avec Rushdy Abaza, un acteur égyptien qu'elle connaissait déjà puisqu'elle a joué en 1949 avec lui. Elle tient ensuite le premier rôle dans plusieurs films avec lui. Ils se marient en 1960 et restent ensemble pendant dix-huit ans. C'est à partir de cette époque que les scènes et les films de Samia se font plus rares : elle privilégie sa vie privée et son foyer. Les rares films qu'elle tourne encore sont au côté de son mari. En raison des excès de ce dernier, la danseuse finit par le quitter en 1978. 
Samia Gamal est devenue star à vingt ans, après avoir connu la misère et l'orphelinat ; elle fut la danseuse orientale la mieux payée au monde et la plus sollicitée en Égypte ainsi qu'à Hollywood et en Europe. Avec son mode de vie et son style de danse novateur pour l'époque, elle a influencé des milliers de danseuses et danseurs orientaux du monde et a su créer son propre style. 
Elle décède le 1er décembre 1994, au Caire, des suites d'un cancer de l'intestin, après avoir passé six jours dans le coma, à l'âge de soixante-dix ans.

## Filmographie

### Cinéma
- 1941 : Victoire de la jeunesse
- 1942 : Gawhara
- 1942 : Ali Baba wa al arbain harame
- 1944 : Russassa fil kalb
- 1944 : Qui est le criminel : Une danseuse
- 1945 : Taxi hantur
- 1945 : L'Être humain
- 1945 : El hub el awal
- 1946 : Ahmar shafayef
- 1947 : El ersane talata
- 1947 : Habib al omr : Toutah
- 1947 : El ahdab
- 1948 : El mughamer
- 1948 : Sahibat el amara
- 1949 : Madame la diablesse : Kahramana / Semsema
- 1949 : Vacances en enfer
- 1949 : Bint haz
- 1949 : Ahebbak inta : Nadia
- 1950 : Akher kedba : Samira
- 1950 : Sitt al hosn
- 1950 : El sakr : Leila
- 1950 : Asmar wa jamil
- 1951 : Amir el antikam
- 1951 : Viens me saluer : Sukkara
- 1951 : La Vengeance de l'être aimée
- 1951 : L'Étreinte de mon aimée
- 1952 : Ne le dites à personne : Wela'a
- 1953 : Ketar el lail : Samia
- 1954 : La Vallée des Rois : Une danseuse
- 1954 : Ali Baba et les 40 voleurs : Morgiane
- 1954 : Raqsat al-wadah
- 1954 : Nachala hanem
- 1954 : Le Monstre
- 1954 : Un verre, une cigarette
- 1955 : Sigarah wa kas : Hoda Gamal
- 1955 : Le Masque de Toutankhamon (قناع توت عنخ آمون, Al Qina' Tawtt'enkh Amun) de Marco de Gastyne
- 1955 : Ahl el hawa
- 1957 : Le Fils de cheik
- 1959 : Rendez-vous avec un inconnu : Nana
- 1959 : Kull daqqa fi qalbi : Suhayr
- 1960 : Sukkar hanem : Laila
- 1960 : El rajul el thani
- 1960 : Ha yejanuni : Angham
- 1960 : El nagham el hazine
- 1961 : Waada el hub : Lola
- 1962 : Marhaba ayuhal hub : Bassima
- 1963 : Zuqaq al-Madaq
- 1963 : Tarik al shaitan : Samia
- 1964 : Bint al-Hatah

### Documentaires post-mortem
- 19?? : The Stars of Egypt: Volume 3: Samia Gamal, Part I
- 19?? : The Stars of Egypt: Volume 3: Samia Gamal, Part II
- 2003 : Samia Forever
- 2003 : The Fabulous Samia Gamal